# Jesamine
Jesamine is een nummer geschreven door Marty Wilde en Ronnie Scott, vooral bekend door de coverversie van de Britse beatgroep The Casuals uit 1968.

## Achtergrond
Marty Wilde en Ronnie Scott schreven "Jesamine" in januari 1968.  Scott bedacht aanvankelijk "when Rosemary goes" als openingsregel van het refrein en dit werd op verzoek van Wilde aangepast in Jesamine, de naam van een café in Huyton waar zijn schoonmoeder woonde.
De songwriters gebruikten de pseudoniemen Frere Manston en Jack Gellar bij dit nummer. Wilde, die eind jaren vijftig/begin jaren zestig een tieneridool was geweest, wilde eerst aftasten hoe het nummer ontvangen werd voordat hij zijn eigen naam er aan verbond. 
Het nummer werd oorspronkelijk opgenomen door The Bystanders, de band van Scott. Het werd onder de titel "When Jezamine Goes" op single uitgebracht door Pye Records maar het haalde de hitlijsten niet.
Een versie van het nummer werd vervolgens opgenomen door The Casuals, grotendeels gebaseerd op het bubblegumpop-arrangement van de versie van The Bystanders. Deze versie wordt wel een internationale hit en haalt de top tien in Ierland, Nederland, Nieuw-Zeeland, Noorwegen, het Verenigd Koninkrijk, Vlaanderen en West-Duitsland. Wilde en Scott winnen in 1969 de Ivor Novello Award voor het nummer in de categorie "meest romantische lied van het jaar".
Marty Wilde heeft zelf ook een soloversie van het nummer opgenomen voor zijn album Diversions uit 1969.

## NPO Radio 2 Top 2000
| Nummer met noteringen in de NPO Radio 2 Top 2000 | '00  | '01  | '02  | '03 | '04  |
| ------------------------------------------------ | ---- | ---- | ---- | --- | ---- |
| Jesamine                                         | 1613 | 1587 | 1606 | -   | 1994 |

1. ↑  Een '-' betekent dat het nummer niet was genoteerd en een vetgedrukt getal geeft de hoogste notering aan.
2. ↑  2000 was het eerste jaar met een notering voor dit nummer.
3. ↑  Deze tabel is bijgewerkt tot en met de laatste editie (2024).